# Centro Ricerche Eni di Novara
Il Centro Ricerche Eni di Novara è un centro di ricerche chimiche italiano; la storia di questo centro è strettamente legata alla storia dell'insediamento chimico a Novara.
Da oltre settanta anni l'Istituto Donegani è impegnato nella ricerca e sviluppo di tecnologie innovative in diversi campi della chimica (catalisi, polimeri, chimica fine), facendo leva su competenze estese dalla modellazione molecolare, alle sintesi chimiche organiche e inorganiche, alla catalisi omogenea ed eterogenea, alla produzione di nuovi polimeri e alle tecnologie per la loro caratterizzazione. Dal 2007 l'Istituto Donegani,  è divenuto il Centro di ricerca del gruppo Eni per lo sviluppo di tecnologie nel campo delle fonti di energia non convenzionali. Dall’anno della sua fondazione il centro cambia più volte nome e il 23 novembre 2022 viene rinominato Centro Ricerche Eni di Novara.

## Storia

### Le origini negli anni venti
La Società Elettrochimica Novarese nasce nel maggio 1921, grazie all'iniziativa di Giacomo Fauser e Guido Donegani e, subito dopo (inizio 1922), viene realizzato il primo laboratorio di ricerca all'interno dello stesso stabilimento. Nel novembre 1934 è inaugurato in un nuovo edificio, esterno all'azienda, il "Laboratorio di Ricerche di Chimica Inorganica". La massiccia struttura tutt'oggi esistente, è un significativo esempio di archeologia industriale. Nel luglio 1941 nasce infine l'Istituto di Chimica (intitolato in seguito a Guido Donegani),  l'espressione più significativa del credo "ricerca e innovazione" condiviso da Fauser e Donegani.
Anche durante la seconda guerra mondiale, Fauser continuò le sue ricerche sull'idrogenazione dei combustibili (scarseggianti in periodo bellico), mentre altri studiosi si indirizzarono verso nuovi processi farmaceutici, verso la creazione di nuovi coloranti, pigmenti, nuove leghe e l'adattamento del processo DuPont sul nylon, di cui la Montecatini aveva comprato i brevetti dall'azienda statunitense. Questi studi porteranno poi allo sviluppo della produzione del nylon e al grande successo di questo materiale, prodotto nel dopoguerra negli stabilimenti Rhodiatoce (Montecatini) di Pallanza.

### A Novara nel 1934
Il 26 maggio 1921 l'ingegner Donegani, presidente della Montecatini, si reca a Novara su segnalazione dal senatore Ettore Conti di Verampio per incontrare il giovane inventore novarese Giacomo Fauser. Alle Fonderie Fauser si informa su tutti i dati pratici, esamina la torretta sperimentale, calcola il costo eventuale di un quintale di solfato d'ammonio ricavato con quel procedimento e decide. Il 31 maggio 1921 nasce la Società Elettrochimica Novarese, con sede a Milano e stabilimento a Novara.
Nello stabilimento si allestisce un'unità semi-industriale a ciclo continuo, con produzione prevista di circa 100 kg di ammoniaca al giorno.
Il 13 novembre 1934 si inaugura a Novara il Laboratorio di Ricerca di Chimica Inorganica, moderno centro attrezzato dalla Montecatini e diretto dagli ingegneri Dino Maveri e Gerlando Marullo. Fauser vi opera in autonomia nei suoi settori tradizionali ma con l'incarico di supervisionare anche le ricerche in nuovi settori.
Nel 1935 Fauser comincia ad interessarsi alla nascente petrolchimica italiana e l'anno successivo convince il regime a fondare l'A.N.I.C. (Azienda Nazionale Idrogenazione Combustibili), costituita al 50% dalla Montecatini e al 50% dallo Stato, per la produzione di benzina e lubrificanti tramite l'idrogenazione sotto pressione degli scadenti petroli asfaltici albanesi.
La sede è a Milano, il laboratorio a Novara, presso quello di Ricerca per la Chimica Inorganica, e Fauser è il responsabile della ricerca. Dai nuovi studi nascono nel 1938 le raffinerie petrolifere A.N.I.C. di Bari e Livorno.

### Durante la guerra
Nel 1941 a Novara entra in funzione, in sordina a causa della guerra, un nuovo Istituto, contiguo al centro di ricerche A.N.I.C. Lo fa costruire Donegani, sempre più convinto assertore della necessità della ricerca come strumento primario per competere con i colossi chimici mondiali. Alla morte di Donegani, nel 1947, l'Istituto ne assumerà il nome ed è all'Istituto Guido Donegani che Fauser resterà a lavorare per il resto della sua vita.

### Le scoperte del dopoguerra
Nel 1954, dalla collaborazione fra Politecnico di Milano e Montecatini nasce il polipropilene isotattico (commercializzato con il nome di moplen), ad opera di Giulio Natta – premio Nobel per la chimica.
Tra 1945 e 1971 Fauser porta a compimento il maggior numero delle sue realizzazioni industriali, 365 impianti sparsi tra l'Italia e altri 31 Paesi del mondo, riceve prestigiosi riconoscimenti e mette a punto gli originali procedimenti per la produzione dell'etilene e dell'acetilene, basilari nella petrolchimica.

### Gli anni sessanta e l'ingresso nella Montedison
Dopo il conflitto mondiale, le attività di ricerca del laboratorio continuarono grazie soprattutto alla fama di Fauser, che inventò la produzione di idrogeno per gassificazione della nafta e dal metano, la produzione di acetilene per cracking da metano e da gasolio, e minimizzò i costi di sintesi di ammoniaca e urea. Altro importante ambito di ricerca fu quello dei catalizzatori per processi chimici e petrolchimici, settore che verrà poi separato dall'istituto per formare una società autonoma. In concomitanza con le scoperte di Giulio Natta nel settore dei polimeri nell'istituto Donegani ci si indirizzò verso lo sviluppo di polimerizzazioni di olefine e poliolefine per elastomeri, poliuretani e polivinileteri. Nel 1966, con la fusione tra Montecatini ed Edison, nacque la nuova società Montecatini Edison S.p.A. (abbreviata nel 1969 in Montedison), nella quale l'istituto entrò a far parte.

Giulio Natta

### Gli anni settanta e ottanta
Nonostante la crisi che colpì il settore della chimica industriale italiana e, in modo particolare il gruppo Montedison, l'istituto proseguì nella sua opera di ricerca nei settori della farmaceutica, dell'agricoltura (sviluppo di nuovi insetticidi), in molti altri campi legati al mondo chimico ed anche nello sviluppo dei semiconduttori, collaborando con Smiel.

### Il conferimento a Enimont
Nel 1988 la Montedison conferirà l'istituto alla neonata società Enimont, nata da joint-venture tra Eni e Montedison. Durante il periodo Enimont, l'istituto prese il nome di Centro di Ricerca Corporate e iniziò nuove ricerche sempre in ambiti altamente tecnologici. In seguito però allo scandalo e al fallimento del progetto di Enimont, con l'acquisto di tutta la joint venture da parte di ENI,  nel 1991, le attività saranno interamente sotto il controllo dell'EniChem, che ripristinò la vecchia denominazione dell'istituto.

### Il periodo ENI
Fino al 2002 l'istituto fu parte integrante dell'EniChem (settore ricerche) quando, causa una riorganizzazione del gruppo ENI, molte attività vennero trasferite alla nuova società Polimeri Europa (sempre dell'Eni), tra cui anche l'Istituto Donegani. Nel 2003  emerse che Polimeri Europa non aveva temi di ricerca tali da coinvolgere l'intero centro di ricerche. La capogruppo ENI venne quindi maggiormente coinvolta nella gestione dell'istituto che, nel 2006, fu inglobato in EniTecnologie, società di ricerca del gruppo ENI, divenendo un centro di ricerca nel settore del petrolio e del gas.
Dal 2007 passa sotto il controllo di ENI Corporate, col nuovo nome di "Centro Ricerche per le Energie non Convenzionali - Istituto ENI Donegani", spostando gran parte delle risorse su progetti di sviluppo di  celle solari fotovoltaiche costituite da materiali organici, celle solari ibride, fotoproduzione di idrogeno, biocarburanti e tecnologie per la protezione dell'ambiente.

#### Principali progetti di ricerca in corso
Le attività del Centro sono orientate sul programma di ricerca Along with Petroleum, lanciato da Eni nel 2007 e volto a conseguire breakthrough tecnologici nell'utilizzo dell'energia solare e delle biomasse – che Eni ritiene essere le fonti rinnovabili con maggiori potenzialità di utilizzo sostenibile – dal punto di vista ambientale e economico – su larga scala.
Il Centro è anche attivo nello sviluppo di tecnologie innovative funzionali alle bonifiche ambientali ed allo smaltimento e valorizzazione dei rifiuti.
L'Istituto ha stipulato con il MIT di Boston un accordo per la ricerca energetica "Solar Frontiers Research Program", per sviluppare tecnologie solari. L’attività del centro si articola su più aree: nanotecnologie e energia solare; celle fotovoltaiche organiche (OPV, Organic PhotoVoltaics) in grado di generare energia elettrica utilizzando pannelli solari costituiti da polimeri e altri componenti organici, come materiali fotoattivi stampabili su una pellicola plastica molto sottile e anche innovativi film fotovoltaici a base di perovskiti, concentratori solari luminescenti (LSC, Luminescent Solar Concentrators) per catturare la luce solare e convertirla in elettricità; energia solare e approcci biomimetici; fotosintesi artificiale; nuovi materiali per l'energia; nuovo approccio al solare a concentrazione (CSP, Concentrated Solar Power) per fornire vapore industriale ai cicli di lavorazione o per alimentare centrali elettriche a minor impatto ambientale.
Le attività del Centro relative alle tematiche ambientali riguardano lo sviluppo di tecnologie per la protezione ambientale e riqualificazione di terreni inquinati, il trattamento di acque, il recupero di sversamenti di petrolio in mare e il monitoraggio ambientale.
Nel campo della produzione e valorizzazione energetica delle biomasse le attività sono focalizzate sulla conversione di biomasse non edibili in biocombustibili via sintesi di Fischer-Tropsch, l'impiego di microrganismi (lieviti, funghi, batteri e microalghe) per la produzione di biocarburanti, utilizzando anche biomasse ligno-cellulosiche di scarto o la componente organica dei rifiuti solidi, l'individuazione di nuove colture da dedicare esclusivamente a uso energetico. In questo settore il Centro ha brevettato la tecnologia Waste to Fuel, utile a produrre biocarburanti utilizzando proprio la frazione organica dei rifiuti solidi urbani (FORSU).
Il Centro Eni di Novara ha attive diverse collaborazioni con Università e Centri di Ricerca in Italia e nel mondo, oltre che col MIT di Boston anche con il CNR, l’ENEA, i Politecnici di Milano e Torino, il CNRS francese. 

## Cronistoria del nome del Centro
- 1941: Centro Ricerche e Sperimentazioni Chimiche Istituto Guido Donegani
- 1966: Montecatini
- 1974: Montecatini Edison SpA
- 1979: Montedison SpA
- 1987: Istituto Guido Donegani SpA (Montedison group)
- 1993: Istituto Guido Donegani SpA (Enimont group)
- 2002: Enichem SpA
- 2006: prima Polimeri Europa SpA, poi Enitecnologie SpA
- 2007: Eni SpA Refining & Marketing
- 2008: Centro ricerche per le energie non convenzionali – Istituto Eni Donegani
- 2014: Centro Ricerche per le Energie Rinnovabili e l'Ambiente
- 2020: Centro Ricerche per le Energie Rinnovabili, la Fusione Magnetica e la Scienza dei Materiali
- 2022: Centro Ricerche Eni di Novara

## Produzione scientifica
Dalle origini ad oggi il centro Ricerche è stato sempre caratterizzato da una elevata produzione scientifica: ha realizzato oltre 1300 brevetti in Italia e circa 6000 a livello mondiale. Il livello si è mantenuto elevato anche negli ultimi anni: dal 2007 il centro ha prodotto più di 200 invenzioni proprietarie coperte da oltre 600 brevetti in Italia e nel mondo e oltre 850 articoli pubblicati su riviste scientifiche presentando numerosi contributi a congressi scientifici internazionali.